# 16. oklepna divizija (ZDA)
16. oklepna divizija (izvirno angleško 16th Armored Division) je bila oklepna divizija Kopenske vojske ZDA.